# 574 Batalion Kozacki
574 Batalion Kozacki (niem. Kosaken-Bataillon 574, ros. 574-й казачий батальон) – oddział wojskowy Wehrmachtu złożony z Kozaków podczas II wojny światowej
W grudniu 1942 r. w obozie zbiorczym dla Kozaków w Szepietowce został sformowany 11 Kubański Pułk Kozacki. Od stycznia 1943 r. pełnił zadania ochronne w rejonie Brześć nad Bugiem-Kowel. 9 listopada tego roku przemianowano go na 574 Batalion Kozacki. Od marca 1945 r. na Górnym Śląsku został podporządkowany niemieckiej 1 Armii Pancernej.